# Rafsanjan
Rafsanjan (persiska رفسنجان) är en stad i södra Iran. Den ligger i provinsen Kerman och har cirka 160 000 invånare.